# Сав
Сав (фр. Save) је река у Француској. Дуга је 143 km. Улива се у Гарону. 